# Villa La Vetta
Villa La Vetta aan de Hoge Naarderweg 199 in Hilversum is in 1894 gebouwd in opdracht van J. Costerus door architect J.W. Hanrath. Het is een gemeentelijk monument. La Vetta betekent 'De Top' in het Italiaans en verwijst waarschijnlijk naar de plek waar het gebouwd is. Het is een van de hoogstgelegen huizen van Hilversum.

## Geschiedenis van het huis
- 1894: bouwtekeningen door architect J.W. Hanrath van Villa Costerus. Voor zover bekend heeft de villa deze naam nooit gedragen.
- 18 maart 1897: Dr. Jan Constatijn Costerus is eigenaar van de villa. Dr. Costerus is onder andere bekend van de [1] Costerus botanische tuin in Hilversum. De villa heeft dan het adres Hoge Naarderweg 59
- 1 februari 1919: Pieter Doyer wordt eigenaar van de villa.
- 15 mei 1924: De familie Wagener gaat het huis bewonen. Zij laten de garage bouwen in 1924. Het huis wordt omgedoopt tot 'Kiek-Over'. Van de familie Wagener is een fotoalbum met interieurfoto's in het gemeentearchief van Amsterdam bewaard gebleven uit de jaren 1938 en 1939.
- Oktober 1939: De huiskamer wordt omgebouwd tot Montessori lokaal. Zie foto in de galerij.
- 19 januari 1943: Ines Insinger koop de villa.
- 1 juli 1954: De N.V. Philips Telecommunicatie Industrie koopt de villa voor 26.000 gulden. De villa heeft dan het adres Hoge Naarderweg 99.
- 1955-1956: Gooische Uitgebreide Technische School neemt haar intrek in de villa.
- 21 december 1977: Slokker Bouwmaatschappij B.V. koopt de villa.
- 19 december 1980: Aslofour B.V. koopt de villa
- 4 januari 1983: Omroep TROS, verbouwt het huis. De schoorstenen worden verwijderd en andere karakteristieke elementen worden van het huis gehaald.
- 17 januari 1997: Johan Matser Projectontwikkeling B.V. koopt de villa.
- 30 januari 2009: B.V. Schogt's Exploitatiemaatschappij koopt de villa. Het adres is nu Hoge Naarderweg 199.
- 2016: Familie Lamme heeft het huis gerestaureerd aan de hand van de originele bouwtekeningen en foto's uit het Nederland Architectuur Instituut en een fotoalbum van de familie Wagener uit 1938 dat digitaal beschikbaar is in het Archief van Amsterdam. De villa krijgt haar oorspronkelijke naam 'La Vetta' weer terug.

## Galerij

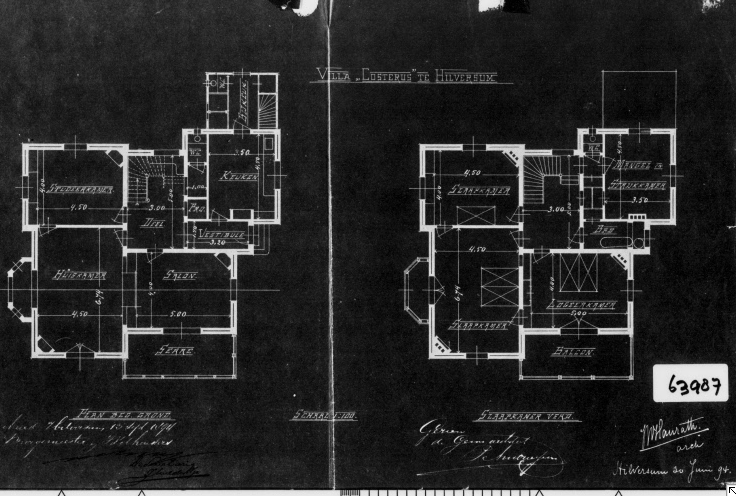
1894 Oorspronkelijke bouwtekening Villa Costerus
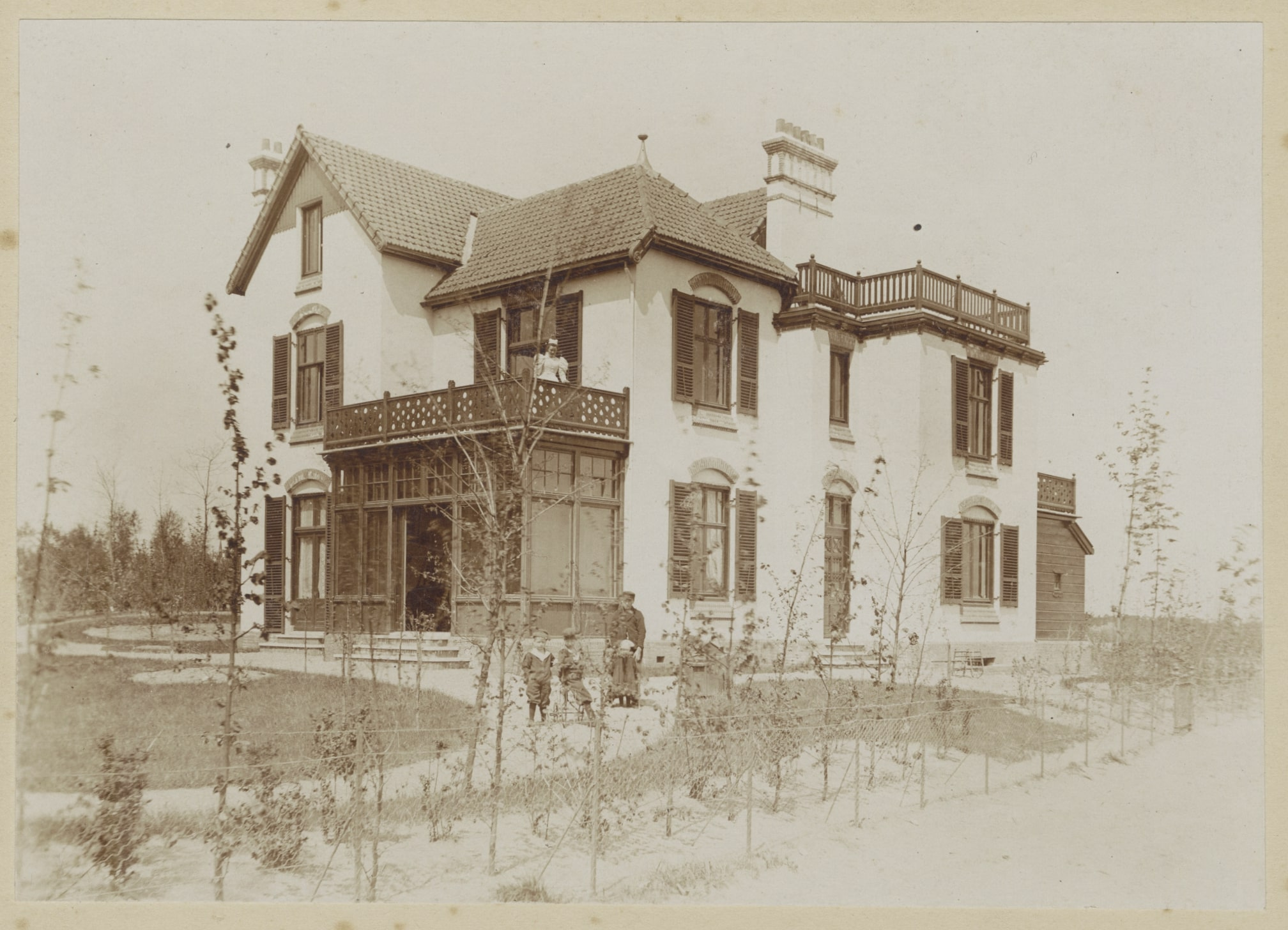
1897 Foto van net na de oplevering
- 1919 Bewoner Pieter Doyer
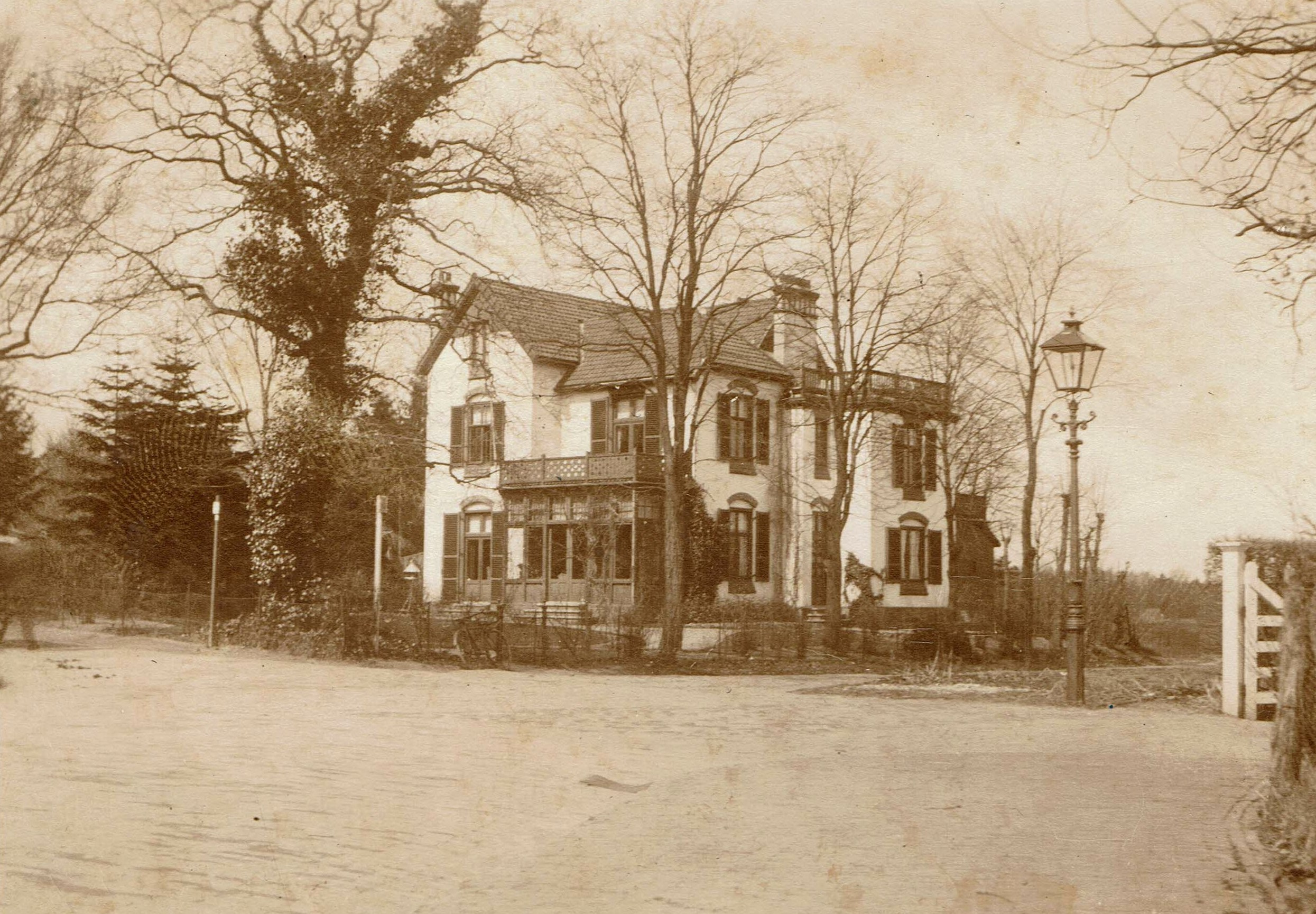
Rond 1908 Villa la Vetta
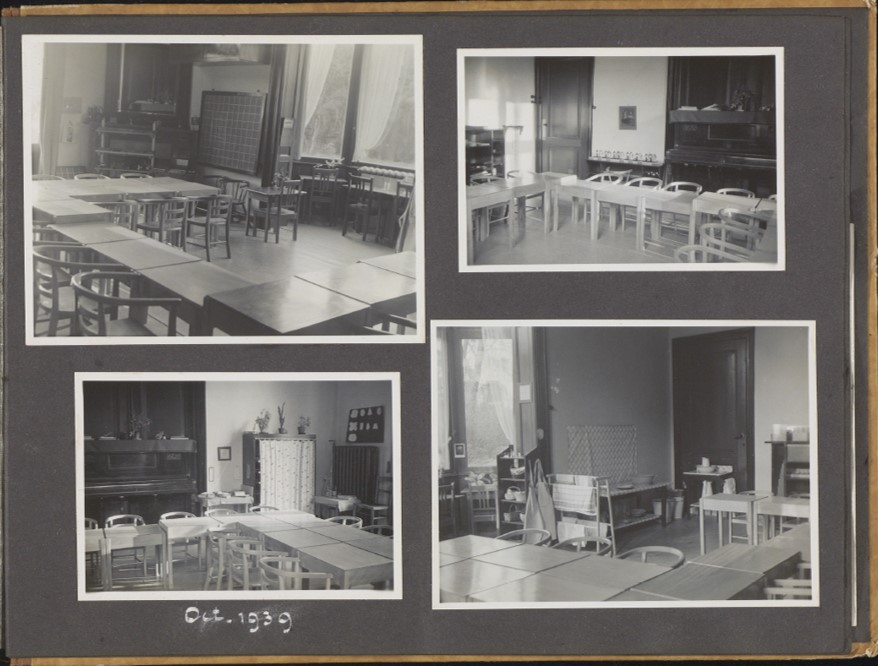
1939 Huiskamer wordt Montessori lokaal
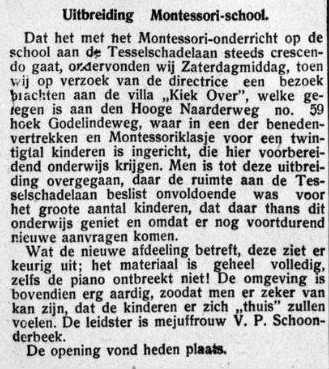
1939 Krantenartikel waarin de villa genoemd wordt